# Otto Porter Jr.

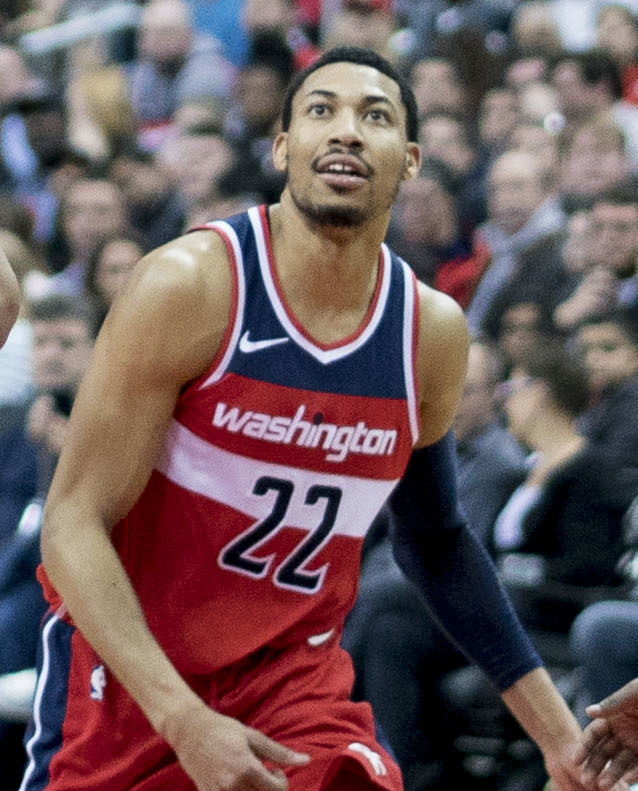
Otto Porter Jr., 2018.

Otto Porter Jr., född 3 juni 1993 i Saint Louis i Missouri, är en amerikansk professionell basketspelare (SF/PF) som spelar för Utah Jazz i National Basketball Association (NBA). Han har tidigare spelat för Washington Wizards, Chicago Bulls, Orlando Magic, Golden State Warriors och Toronto Raptors.
Porter var med och vinna NBA-mästerskapet med Golden State Warriors för säsongen 2021–2022.
Han draftades av Washington Wizards i första rundan i 2013 års draft som tredje spelare totalt.
Innan Porter blev proffs studerade han vid Georgetown University och spelade för deras idrottsförening Georgetown Hoyas.